# Scania 2
Scania 2 — крупнотоннажный грузовой автомобиль, серийно выпускаемый шведской компанией Scania в период с 1980 по 1987 год.

## Информация
Scania 2 является преемником Scania 1. Он производился с двигателями объёмом 7,8 литра I6 и 14,2 литра V8. Производство 2-й серии было заморожено после начала производства Scania 3 в 1987 году, но производство Scania 2 продолжалось в Аргентине и Бразилии до 1992 года. В 1980 году также был представлен капотный крупнотоннажник T с двигателями объёмом 7,8, 11, либо 14,2 литра. Каждая модель обозначалась числами 82, 112 или 142. Кабина, имеющая совершенно новый интерьер, была спроектирована итальянским автодизайнером Джорджетто Джуджаро. Начиная с 1982 года, Scania 2 начала производиться в Бразилии. Двумя годами позднее представили 8,5-литровую серию 92.

## Модельный ряд
Буквенные суффиксы M, H или E относятся к характеристикам рамы/подвески — «средняя», «тяжёлая» или «сверхтяжёлая» нагрузка. Для кабин же используются следующие префиксы:
- G — короткая низкая кабина.
- P — подвесная низкая кабина, короткая или длинная (одноместная).
- R — высокая кабина, короткая или длинная (двухместное место).
- Т — кабина с T-образным капотом (обычная), короткая или длинная (с двойным спальным местом).